# Списак достигнућа и рекорда Новака Ђоковића
Овај чланак је списак достигнућа и признања у каријери српског тенисера Новака Ђоковића. У каријери је освојио 24 титуле на гренд слем турнирима: десет пута Отворено првенство Аустралије (рекорд), седам пута Вимблдон, четири пута Отворено првенство САД и три пута Ролан Гарос. Ђоковић је освајач свих девет АТП Мастерса из 1000 серије, те је тако остварио Златни мастерс и постао први и до сада једини играч који је освојио све турнире из те категорије. Ђоковић је провео највише недеља као број 1 на АТП листи у историји тениса. Држи рекорд са осам завршених година као први тенисер света. Освајач златне олимпијске медаље у појединачној конкуренцији у Паризу 2024. године.

## Награде и одликовања

### Орден Светог Саве
У Београду, 28. априла 2011. године, Патријарх српски Иринеј уручио је Ђоковићу Орден Светог Саве првог реда, највише одликовање Српске православне цркве. СПЦ је образложила да је награда уручена због показане љубави према цркви, пружању помоћи српском народу, црквама и манастирима Српске православне цркве.

### Орден Карађорђеве звезде
На Дан државности Републике Србије 15. фебруара 2012. године у Београду, тадашњи председник Србије Борис Тадић је уручио Ђоковићу Орден Карађорђеве звезде првог реда, који се додељује за нарочите заслуге и успехе у представљању државе и њених грађана.

### Орден Републике Српске
Председник Републике Српске Милорад Додик је поводом Дана и крсне славе Републике Српске 9. јануара 2013. године у Бањој Луци, одликовао Ђоковића Орденом Републике Српске.

### Лауреус награда
Ђоковић је пет пута добио награду Лауреус академије за најбољег спортисту у 2012, 2015, 2016. 2019. и 2023. године. Ова награда се сматра једним од најпрестижнијих одликовања у свету спорта. Ђоковића су изабрали у конкуренцији спортиста међу којима су били и Јусејн Болт и Лионел Меси.

### Орден Српске народне одбране
На 70. конгресу Српске народне одбране, одржаном 25. јуна 2011. године а на предлог председника СНО Славка Пановића, једногласно је донета одлука да се Новаку Ђоковићу додели највеће одликовање ове организације — Орден Српске народне одбране Првог степена „за заслуге на спортском пољу и допринос угледу српског имена и народа у свету.”

### Списак награда
2005
- Најбољи тенисер Србије и Црне Горе

2006
- Тенисер АТП-а који је највише напредовао
- Најбољи тенисер Србије

2007
- Мајска награда
- Тенисер АТП-а који је највише напредовао
- Најбољи тенисер Србије
- Најбољи спортиста по избору Олимпијског комитета Србије
- Златна значка Спорта
- Награда пупољак
- Награда града Београда

2008
- Најбољи тенисер Србије

2009
- Најбољи тенисер Србије
- Оскар популарности за најпопуларнијег српског спортисту

2010
- Најбољи тенисер Србије
- Најбољи спортиста по избору Олимпијски комитета Србије
- Златна значка Спорта
- Оскар популарности за најпопуларнијег српског спортисту

2011
- Орден Светог Саве првог реда
- Почасни грађанин Звечана
- Национални амбасадор Уницефа
- АТП-ов играч године
- Најбољи тенисер Србије
- АС године од стране часописа
- Личност године од стране Независних новина
- Златни кромпир[а]
- ИТФ Шампион године
- Најбољи спортиста Балкана од стране БТА
- Специјална награда Спортског савеза Србије за допринос спорту
- Спортиста године по избору Спортске академије САД
- Најбољи спортиста по избору Олимпијски комитета Србије
- Спортска личност године по избору Би-Би-Сиа
- Орден Српске народне одбране у Америци Првог степена
- Спортиста године од стране УСНС
- Најбољи спортиста Европе по избору европских новинских агенција
- Златна значка Спорта
- Најбољи спортиста света по избору Међународног удружења спортских новинара
- Најбољи спортиста Европе по избору Међународног удружења спортских новинара
- Спортиста године од стране Марке
- Најбољи Гренд слем / Дејвис куп меч сезоне[б]
- Најбољи АТП-ов меч сезоне[в]
- Награда Града Београда
- Награда Лауреус академије за најбољег спортисту света

2012
- Награда Међународног фонда православних народа
- Орден Карађорђеве звезде првог реда
- Медаља Вермилион у области физичког васпитања и спорта од Алберта II, кнеза од Монака
- награда за најбољег тенисера
- Одабран међу сто најбољих тенисера и тенисерки свих времена (40. место) по избору
- Шампион северноамеричке турнеје
- АТП-ов играч године
- Најбољи тенисер Србије
- Награда Артур Еш хуманитарац године
- Златни кромпир
- Најбољи Гренд слем / олимпијски меч сезоне[г]
- Најбољи АТП-ов меч сезоне[д]
- Награда Centrepoint организације за инспирацију младих, од Вилијама, војводе од Кембриџа
- ИТФ Шампион године
- Најбољи спортиста Балкана од стране БТА
- Награда „Понос нације” од ТСС
- Најбољи спортиста Европе по избору Међународног удружења спортских новинара

2013
- Орден Републике Српске
- Кључеви града Андрићградa
- Награда ATP Acesfor for Charity програма за хуманитарни рад
- награда за најбољег тенисера
- Дејвис куп награда за приврженост
- Најбољи тенисер Србије
- Златни кромпир
- Најбољи АТП-ов меч сезоне[ђ]
- Најбољи Гренд слем меч сезоне[е]
- Најбољи спортиста по избору Олимпијски комитета Србије
- ИТФ Шампион године

2014
- Најбољи спортиста свих времена са простора бивше СФРЈ
- Најбољи тенисер Србије
- АТП-ов играч године
- Најбољи Гренд слем меч сезоне[ж]
- Најбољи спортиста по избору Олимпијског комитета Србије
- Најбољи тенисер године по избору листа USA Today
- ИТФ Шампион године
- Спортиста године од стране УСНС
- Спортиста године по избору Спортске академије САД
- Личност године у региону од стране Вечерњег листа
- Награда Лауреус академије за најбољег спортисту света

2015
- Почасни грађанин Бање Луке
- награда за најбољег тенисера
- Уницефов амбасадор добре воље
- АТП-ов играч године
- Најбољи тенисер Србије
- Златни кромпир
- Најбољи спортиста по избору Олимпијског комитета Србије
- ИТФ Шампион године
- Златна значка Спорта
- Најбољи спортиста Европе по избору европских новинских агенција
- Најбољи спортиста Европе по избору Међународног удружења спортских новинара
- Најбољи спортиста Балкана по избору Бугарске националне агенције (БТА)
- Спортиста године од стране Евроспорта
- Награда Лауреус академије за најбољег спортисту света

2016
- Награда „Легенда Марке”
- Мач „Златни Витез — Свети Стефан Деспот Српски”
- награда за најбољег тенисера
- Најбољи тенисер Србије

2017
- Најбољи тенисер Србије

2018
- АТП-ов играч године
- Повратак године (АТП)
- Најбољи тенисер Србије
- ИТФ Шампион године
- Најбољи спортиста по избору Олимпијског комитета Србије
- Европски спортиста године

2019
- Награда Лауреус академије за најбољег спортисту света
- Најбољи тенисер Србије
- Најбољи спортиста Балкана од стране БТА

2020
- Награда за изузетан лични ангажман и допринос у промоцији интереса Републике Србије и њеног народа у свету
- АТП-ов играч године
- Најбољи тенисер Србије

2021
- Почасни грађанин Никшића
- АТП-ов играч године
- Најбољи тенисер Србије
- ИТФ Шампион године
- Најбољи спортиста Европе[10]
- Спортиста године од стране часописа Лекип [][11]

2022
- Почасни грађанин Будве
- Почасни грађанин Високог
- Повеља Врњачке Бање
- Најбољи тенисер Србије

2023
- Почасни грађанин Херцег Новог[12]
- Најбољи тенисер Србије
- Најбољи спортиста Европе по избору Међународног удружења спортских новинара
- Најбољи спортиста света од стране часописа Лекип [][13]
- Најбољи спортиста по избору Олимпијског комитета Србије

2024
- Награда Лауреус академије за најбољег спортисту света
- Најбољи тенисер Србије

## Рекорди
- Рекорди се подразумевају само за „Опен еру” и турнире из АТП Мастерс 1000 серије након промена 1990.
- Укошени називи представљају турнире на којима је остварен рекорд и који не важе само за тај турнир

| Турнир                                                                                           | Година            | Рекорд                                                                                | Играч са којим дели                                           |
| Гренд слем турнири                                                                               |                   |                                                                                       |                                                               |
| -                                                                                                | 2008—23.          | Највише освојених гренд слем турнира (24)                                             | Једини                                                        |
| -                                                                                                | 2008—16.          | Гренд слем каријере                                                                   | Род Лејвер Андре Агаси Роџер Федерер Рафаел Надал             |
| -                                                                                                | 2015—16.          | Највише узастопних освојених гренд слем турнира (4)                                   | Род Лејвер                                                    |
| -                                                                                                | 2011—19.          | Освајање три гренд слема у низу у три различита наврата                               | Једини                                                        |
| -                                                                                                | 2007—08.          | Најмлађи тенисер који је дошао до полуфинала сва четири турнира                       | Једини                                                        |
| -                                                                                                | 2007—08.          | Најмлађи тенисер који је дошао до полуфинала сва четири турнира у низу                | Једини                                                        |
| -                                                                                                | 2007—14.          | Вишеструки финалиста на сва четири турнира                                            | Кен Роузвол Иван Лендл Андре Агаси Роџер Федерер Рафаел Надал |
| -                                                                                                | 2005—15.          | Највећи проценат добијених мечева на тврдој подлози (87,70%)                          | Једини                                                        |
| -                                                                                                | 2015, 2021.       | Финале на сва четири турнира у сезони                                                 | Род Лејвер Роџер Федерер                                      |
| -                                                                                                | 2015—16.          | 30 узастопних победа на гренд слем турнирима                                          | Једини                                                        |
| -                                                                                                | 2010—13.          | Највише узастопних финала на тврдој подлози (7)                                       | Једини                                                        |
| Аустралија и УС Опен                                                                             | 2007—23.          | Највише финала на бетону (19)                                                         | Једини                                                        |
| Отворено првенство Аустралије                                                                    | 2008—23.          | Највише освојених трофеја (10)                                                        | Једини                                                        |
| Отворено првенство Аустралије                                                                    | 2011—13. 2019—21. | Највише узастопно освојених трофеја (3)                                               | Једини                                                        |
| Отворено првенство Аустралије                                                                    | 2011—13. 2019—21. | Највише узастопних финала (3)                                                         | Матс Виландер Иван Лендл                                      |
| Отворено првенство САД                                                                           | 2012.             | Најдуже финале (4 сата, 54 минута)                                                    | Енди Мари                                                     |
| Отворено првенство Аустралије и Вимблдон                                                         | 2008—15.          | Три или више трофеја на оба турнира                                                   | Роџер Федерер                                                 |
| Отворено првенство САД                                                                           | 2012.             | Најдужи тај-брејк по броју поена у финалу (22 поена)                                  | Енди Мари                                                     |
| АТП Завршни турнир                                                                               |                   |                                                                                       |                                                               |
| -                                                                                                | 2008—23.          | Највише освојених завршних турнира (7)                                                | Једини                                                        |
| -                                                                                                | 2011.             | Играч који се најбрже квалификовао (за 18 недеља и 6 дана)                            | Једини                                                        |
| -                                                                                                | 2012—15.          | Највише узастопно освојених турнира (4)                                               | Једини                                                        |
| -                                                                                                | 2012—14.          | Највише узастопно освојених турнира без пораза (3)                                    | Једини                                                        |
| -                                                                                                | 2012—15.          | Највише узастопних победа (15)                                                        | Једини                                                        |
| -                                                                                                | 2014.             | Најмање изгубљених гемова у групној фази такмичења (9)                                | Једини                                                        |
| АТП Мастерс 1000                                                                                 |                   |                                                                                       |                                                               |
| -                                                                                                | 2007—23.          | Највећи број освојених турнира (40)                                                   | Једини                                                        |
| -                                                                                                | 2007—18.          | Златни мастерс                                                                        | Једини                                                        |
| -                                                                                                | 2007—18.          | Највећи број различитих освојених турнира (9/9)                                       | Једини                                                        |
| -                                                                                                | 2007—12.          | Финала на свих девет различитих турнира                                               | Роџер Федерер Рафаел Надал                                    |
| -                                                                                                | 2007—23.          | Највећи број освојених турнира на тврдој подлози (28)                                 | Једини                                                        |
| -                                                                                                | 2015.             | Највише освојених турнира у сезони (6)                                                | Једини                                                        |
| -                                                                                                | 2015.             | Највише финала у сезони (8)                                                           | Једини                                                        |
| -                                                                                                | 2011, 2014—15.    | Највише титула у низу на којима је учествовао (5)                                     | Једини                                                        |
| -                                                                                                | 2014—15.          | Највише узастопних финала на којима је учествовао (9)                                 | Једини                                                        |
| -                                                                                                | 2011—15.          | Највише узастопних сезона са три или више титула (5)                                  | Једини                                                        |
| -                                                                                                | 2014—15.          | Највише узастопних сезона са четири или више титула (2)                               | Роџер Федерер                                                 |
| -                                                                                                | 2011—15.          | Највише низова од три узастопне титуле (3)                                            | Једини                                                        |
| -                                                                                                | 2011.             | Највише узастопних победа (31)                                                        | Једини                                                        |
| -                                                                                                | 2012—15.          | Највише узастопних победа у финалима (12)                                             | Једини                                                        |
| -                                                                                                | 2011—15.          | Највише различитих турнира на којима је одбранио трофеј (6)                           | Једини                                                        |
| Индијан Велс                                                                                     | 2008—16.          | Највише освојених титула (5)                                                          | Једини                                                        |
| Индијан Велс                                                                                     | 2014—16.          | Највише освојених титула у низу (3)                                                   | Роџер Федерер                                                 |
| Мајами                                                                                           | 2007—16.          | Највише освојених титула (6)                                                          | Андре Агаси                                                   |
| Мајами                                                                                           | 2014—16.          | Највише освојених титула у низу (3)                                                   | Андре Агаси                                                   |
| Мајами                                                                                           | 2007.             | Најмлађи тенисер који је освојио титулу (19 година,10 месеци)                         | Једини                                                        |
| Индијан Велс и Мајами                                                                            | 2011, 2014—16.    | Највише пута освојена оба турнира у сезони (4)                                        | Једини                                                        |
| Индијан Велс, Мајами и Монте Карло                                                               | 2015.             | Победник на прва три турнира у сезони                                                 | Једини                                                        |
| Шангај                                                                                           | 2012—18.          | Највише освојених турнира (4)                                                         | Једини                                                        |
| Шангај                                                                                           | 2012—13.          | Највише узастопно освојених турнира (2)                                               | Енди Мари                                                     |
| Париз                                                                                            | 2009—15.          | Највише освојених турнира (4)                                                         | Једини                                                        |
| Париз                                                                                            | 2013—15.          | Највише узастопно освојених турнира (3)                                               | Једини                                                        |
| Остали турнири                                                                                   |                   |                                                                                       |                                                               |
| Дубаи                                                                                            | 2009—11.          | Највише узастопно освојених турнира (3)                                               | Роџер Федерер                                                 |
| Пекинг                                                                                           | 2009—15.          | Највише освојених турнира (6)                                                         | Једини                                                        |
| Пекинг                                                                                           | 2012—15.          | Највише узастопно освојених турнира (4)                                               | Једини                                                        |
| Пекинг                                                                                           | 2009—15.          | Најбољи однос победа и пораза (29—0)                                                  | Једини                                                        |
| Београд                                                                                          | 2009—11.          | Највише освојених турнира (2)                                                         | Једини                                                        |
| АТП листа                                                                                        |                   |                                                                                       |                                                               |
| АТП                                                                                              | 2011—23.          | Највише недеља број 1 на АТП листи (399)                                              | Једини                                                        |
| -                                                                                                | 2007—09.          | Највише узастопних недеља на трећем месту АТП листе (91)                              | Једини                                                        |
| -                                                                                                | 2007—10.          | Највише узастопних година завршених на трећем месту листе АТП (4)                     | Једини                                                        |
| -                                                                                                | 2015.             | Највећа бодовна разлика у односу на другопласираног тенисера (9.025)                  | Једини                                                        |
| -                                                                                                | 2016.             | Највећи број бодова на АТП листи (16.950)                                             | Једини                                                        |
| Награде                                                                                          |                   |                                                                                       |                                                               |
| -                                                                                                | 2006—07.          | Најчешћи добитник награде АТП-а за тенисера који је највише напредовао (2)            | Андре Агаси                                                   |
| -                                                                                                | 2007—15.          | Најчешћи добитник Златне значке Спорта (4)                                            | Једини                                                        |
| Остало                                                                                           |                   |                                                                                       |                                                               |
| АТП листа                                                                                        | 2011—23.          | Рекорд са осам завршених година као први тенисер света                                | Једини                                                        |
| АТП број 1 на листи                                                                              | 2011—21.          | Највише победа као број 1 (420)                                                       | Једини                                                        |
| Отворено првенство Аустралије, Индијан Велс, Мајами                                              | 2011, 2015,2016.  | Победник на прва три велика турнира у сезони                                          | Пит Сампрас Андре Агаси Роџер Федерер                         |
| Отворено првенство Аустралије, Индијан Велс, Мајами, Монте Карло                                 | 2015.             | Победник на прва четири велика турнира у сезони                                       | Једини                                                        |
|                                                                                                  | 2011.             | Стопроцентни учинак против бројева 1 у финалима једне сезоне (5/5)                    | Једини                                                        |
| Канада                                                                                           | 2007.             | Најмлађи тенисер који је победио тројицу првопласираних на АТП листи на истом турниру | Једини                                                        |
| -                                                                                                | 2015.             | Највећи број победа против играча из првих 10 у сезони (31)                           | Једини                                                        |
| -                                                                                                | 2011—13.          | Највише узастопних сезона са 20 или више победа против играча из првих 10 (3)         | Једини                                                        |
| -                                                                                                | 2008—15.          | Највећи број освојених турнира на територији Кине (9)                                 | Једини                                                        |
| -                                                                                                | 2003—16.          | Највећи проценат добијених мечева на тврдој подлози (84,03%)                          | Једини                                                        |
| -                                                                                                | 2003—16.          | Највећи проценат добијених мечева након освојеног првог сета (95,79%)                 | Једини                                                        |
| -                                                                                                | 2015.             | Највише зарађеног новца од турнира у једној сезони (21.646.145 $)                     | Једини                                                        |
| Отворено првенство Аустралије, Завршни турнир сезоне, Индијан Велс, Мајами, Париз, Пекинг, Дубаи | 2011—2016.        | Три узастопне титуле на седам различитих турнира                                      | Једини                                                        |
| -                                                                                                | 2018.             | Најстарији број 1 на крају године (31 година и 7 месеци)                              | Једини                                                        |

Рекорди у оквиру ривалства са Рафаелом Надалом
| Турнир                                                                            | Година   | Рекорд                                                                               | Ривалство са којим дели |
| Међусобни дуели                                                                   |          |                                                                                      |                         |
| -                                                                                 | 2006—21. | Највећи број међусобних дуела (59)                                                   | Једини                  |
| -                                                                                 | 2006—21. | Највећи број финала (28)                                                             | Једини                  |
| Гренд слем Олимпијске игре Завршни турнир Мастерс 1000 АТП 500 АТП 250 Дејвис куп | 2006—17. | Међусобни дуели на турнирима из свих категорија                                      | Једини                  |
| Мадрид                                                                            | 2009.    | Најдужи меч на два добијена сета са тај-брејком (4 сата, 3 минута)                   | Једини                  |
| Гренд слем турнири                                                                |          |                                                                                      |                         |
| -                                                                                 | 2010—14. | Финале на сва четири турнира                                                         | Једини                  |
| -                                                                                 | 2011—12. | Финале на сва четири турнира у низу                                                  | Једини                  |
| -                                                                                 | 2010—14. | Највећи број узастопних година са одиграним финалом (5)                              | Једини                  |
| Ролан Гарос                                                                       | 2006—15. | Највећи број међусобних дуела на истом турниру (7)                                   | Једини                  |
| Отворено првенство Аустралије                                                     | 2012.    | Најдуже финале (5 сати, 53 минута)                                                   | Једини                  |
| Отворено првенство Аустралије                                                     | 2012.    | Најдужи меч (5 сати, 53 минута)                                                      | Једини                  |
| Ролан Гарос                                                                       | 2006—15. | Највећи број међусобних дуела (7)                                                    | Једини                  |
| АТП Мастерс 1000                                                                  |          |                                                                                      |                         |
| -                                                                                 | 2007—18. | Највећи број међусобних дуела (27 мечева)                                            | Једини                  |
| -                                                                                 | 2007—14. | Највећи број финала (12 мечева)                                                      | Једини                  |
| -                                                                                 | 2007—14. | Највећи број дуела на различитим турнирима (8/9)                                     | Једини                  |
| -                                                                                 | 2013—14. | Власници свих трофеја у једном периоду                                               | Једини                  |
| Мадрид                                                                            | 2009.    | Најдужи меч на два добијена сета (4 сата, 3 минута)                                  | Једини                  |
| Остало                                                                            |          |                                                                                      |                         |
| Канада                                                                            | 2010.    | Тим у конкуренцији парова састављен од броја 1 и броја 2 у појединачној конкуренцији | Џими Конорс и Артур Еш  |

Рекорди у оквиру ривалства са Роџером Федерером
| Турнир                 | Година   | Рекорд                                                         | Ривалство са којим дели |
| Међусобни дуели        |          |                                                                |                         |
| -                      | 2006—18. | Највећи број међусобних дуела на тврдој подлози (37)           | Једини                  |
| Гренд слем турнири     |          |                                                                |                         |
| -                      | 2007—16. | Највећи број међусобних дуела (15)                             | Једини                  |
| -                      | 2008—16. | Највећи број полуфинала (10)                                   | Једини                  |
| Отворено првенство САД | 2007—11. | Највећи број узастопних година са дуелима на истом турниру (5) | Једини                  |
| Отворено првенство САД | 2007—15. | Највећи број међусобних дуела (6)                              | Једини                  |

## Недеље као број 1
Број недеља које је Ђоковић провео на првом месту АТП листе: 428
2010е
| 275 |

2020е
| 153 |

*Ажурирано: 20. мај 2024.

## Остало
- Први меч у професионалној каријери:  Алекс Радулеску 5:7, 6:7 (5) — ИТФ Фјучерс Минхен, 6. јануар 2003.[50]
- Прва званична победа:  Јанис Скродерис 6:2, 6:2 — Дејвис куп, април 2004.[51]
- Први меч на АТП турниру:  Филипо Воландри 6:7, 1:6 — Умаг, јул 2004.[51]
- Прва победа на АТП турниру:  Арно Клеман 2:6, 6:4, 6:4 — Букурешт, септембар 2004.[51]
- Први освојени АТП турнир:  Николас Масу 7:6 (5), 6:4 — Отворено првенство Холандије 2006, Амерсфорт.
- Први освојени Гренд слем турнир:  Жо-Вилфрид Цонга 4:6, 6:4, 6:3, 7:6 (2) — Отворено првенство Аустралије 2008, Мелбурн.
  - Први меч на Аустралијан опену:  Марат Сафин 0:6, 2:6, 1:6 — 2005.
  - Први меч на Ролан Гаросу:  Роби Џинепри 6:0, 6:0, 6:3 — 2005.
  - Први меч на Вимблдону:  Хуан Монако 6:3, 7:6, 6:3 — 2005.
  - Први меч на Ју-Ес опену:  Гаел Монфис 7:5, 4:6, 7:6, 0:6, 7:5 — 2005.
- Први освојени АТП Мастерс 1000 турнир:  Гиљермо Кањас 6:3, 6:2, 6:4 — Мајами 2007.
- Први освојени Завршни мастерс турнир:  Николај Давиденко 6:1, 7:5 — Шангај 2008.
- Први освојени АТП 500 турнир:  Станислас Вавринка 6:4, 6:0 — Беч 2007.
- Први освојени Дејвис куп:  —  3:2, 5. децембар 2010. — Београдска арена
- Први освојени АТП куп:  —  2:1, 12. јануар 2020. — Бризбејн, Сиднеј

Све јубиларне АТП победе
Ђоковић је у каријери остварио преко 1000 АТП победа, редослед јубиларних победа и противника је поређан на списку испод.
- 1 – Јанис Скродерис (Дејвис куп са Летонијом 2004)
- 100 – Пабло Андухар (прво коло Умага 2007)
- 200 – Мартин Васало Архуељо (друго коло Индијан Велса 2009)
- 300 – Виктор Троицки (треће коло Синсинатија 2010)
- 400 – Енди Мареј (полуфинале Аустралијан опена 2012)
- 500 – Григор Димитров (треће коло Ролан Гароса 2013)
- 600 – Милош Раонић (финале Берсија 2014)
- 700 – Малек Жазири (друго коло Дубаија 2016)
- 800 – Адријан Манарино (четвртфинале Квинса 2018)
- 900 – Јан-Ленард Штруф (прво коло Аустралијан опена 2020)
- 1000 – Каспер Руд (полуфинале Рима 2022)
- 1100 – Јаник Ханфман (друго коло Женеве 2024)

Сви јубиларни освојени АТП турнири
Ђоковић је у каријери освојио 100 АТП турнира, редослед јубиларних освојених турнира је поређан на списку испод.
- 1 – Амерсфорт (23. јул 2006.)
- 10 – Рим (11. мај 2008.)
- 20 – Дубаи (26. фебруар 2011.)
- 30 – Мајами (1. април 2012.)
- 40 – Париз (3. новембар 2013.)
- 50 – Индијан Велс (22. март 2015.)
- 60 – Доха (9. јануар 2016.)
- 70 – Синсинати (19. август 2018.)
- 80 – Синсинати (29. август 2020.)
- 90 – Астана (9. октобар 2022.)
- 100 – Женева (24. мај 2025)